# Азиатский андерграунд
Asian Underground (произносится: эйшиан андерграунд, дословный перевод с английского: азиатский андерграунд или азиатское подполье) – движение в музыке, представителями которого являются преимущественно британские музыканты азиатского происхождения (в основном индийского, пакистанского и бангладешского), совмещающие элементы западной электронной и альтернативной танцевальной музыки с этнической музыкой своей исторической родины. При этом иногда используются традиционные инструменты, такие как ситар и табла. Первым релизом-образцом этого направления стал сборник Anokha — Soundz of the Asian Underground (1997).
В 1990-х годах движение Asian Underground получило известность, отчасти благодаря коммерчески успешным исполнителям, использовавшим элементы южноазиатской музыки в своих композициях или ремиксах (Бьорк с ремиксом от State of Bengal, Bananarama, Erasure, Siouxsie & the Banshees).

## Некоторые представители
- Alok Verma
- Ansuman Biswas
- Asian Dub Foundation
- Badmarsh & Shri
- Bally Sagoo
- Bedouin Ascent
- Black Star Liner
- Bombay Squad
- Cheb-i-sabbah (США)
- Dhol Foundation
- Earthtribe
- Fuad
- Fun-Da-Mental
- Ges-E + Usman
- Gurdeep Samra
- Habib Wahid
- Hash Eza
- Joi
- Karsh Kale (США)
- Loop Guru
- Manpreet Singh (Торонто, Канада)
- MIDIval Punditz (Индия)
- Mirko-Kosmos (Швейцария)
- Mission on Mars (США)
- Muslimgauze
- Nashaad Omar
- Niraj Chag
- Nitin Sawhney
- Нусрат Фатех Али Хан (вокалист на некоторых альбомах исполнителей движения Asian Underground)
- Panjabi MC
- Quaballa Steppers
- Ravi Bal
- Recycler
- Shahrick (Пакистан/Швейцария)
- Sharaab (США)
- Shiva Soundsystem
- State of Bengal
- Tabla Beat Science
- Talvin Singh
- Temple Of Sound
- TJ Rehmi
- Transglobal Underground

## Значимые лейблы
- Nation Records
- Outcaste Records
- Axiom Records
- Nasha Records